# Partyboot

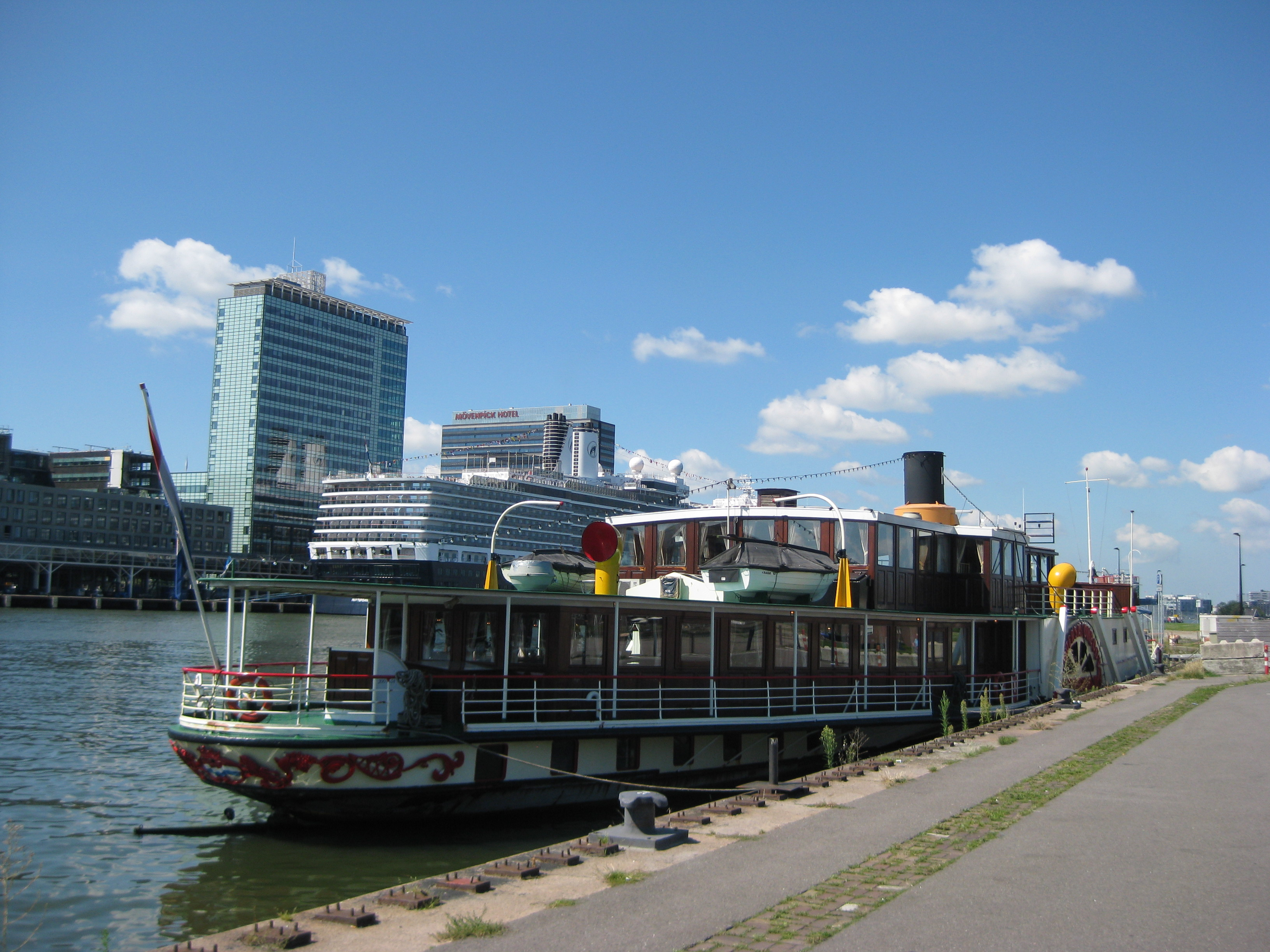
Voorbeeld van een partyboot: de Kapitein Kok

Een partyboot of partyschip is een passagiersschip waarop feesten en partijen georganiseerd kunnen worden.
De afgelopen jaren zijn er steeds meer van dit soort vaartuigen in Nederland bij gekomen. Het varieert van varen in grachten (zoals Amsterdam en Utrecht) met aan boord entertainment zoals eten, drinken, muziek of zelfs een striptease tot het huren van grote schepen waarop complete evenementen gegeven worden.
Veelal worden deze schepen verhuurd voor vrijgezellenfeesten, bedrijfsfeesten of jaarclub bijeenkomsten.